# Let Me Call You Sweetheart

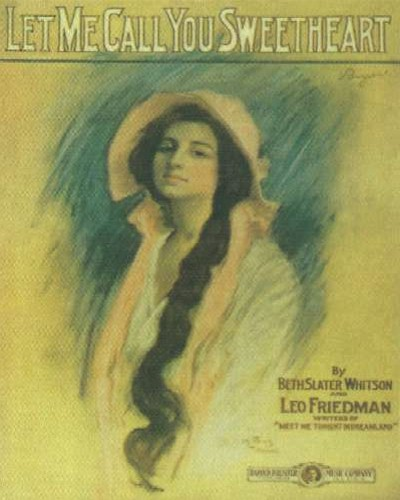
Bladmuziek van het lied

Let Me Call You Sweetheart  is een lied van de Amerikaanse componist Leo Friedman (1869-1927) op tekst van Beth Slater Whitson (1879-1930). Het lied werd in 1910 uitgebracht en verwierf een jaar later  bekendheid door het Peerless Quartet, een kwartet dat - vandaar parelloos - uitsluitend uit mannen bestond. Het romantische lied werd zowel in de Verenigde Staten als in Europa, met name in het Verenigd Koninkrijk, een succes. Het lied werd later door vele anderen gezongen. Onder de bekende uitvoerders horen Oliver Hardy, die het lied zingt in de film Swiss Miss uit 1938 (daarbij op tuba begeleid door Stan Laurel), Bing Crosby, Liberace en Pat Boone. 

## Tekst
I am dreaming Dear of you, day by day
Dreaming when the skies are blue, When they're gray;
When the silv'ry moonlight gleams, Still I wander on in dreams
In a land of love, it seems, Just with you.
Let me call you "Sweetheart," I'm in love with you.
Let me hear you whisper that you love me too.
Keep the love-light glowing in your eyes so true.
Let me call you "Sweetheart," I'm in love with you.
Longing for you all the while, More and more;
Longing for the sunny smile, I adore;
Birds are singing far and near, Roses blooming ev'rywhere
You, alone, my heart can cheer; You, just you.
Let me call you "Sweetheart," I'm in love with you.:
Let me hear you whisper that you love me too.
Keep the love-light glowing in your eyes so true.
Let me call you "Sweetheart," I'm in love with you.
In aflevering 6 van de derde serie van Downton Abbey wordt een deel van het lied gezongen door het personeel.